# Brainard (Nebraska)
Brainard é uma vila localizada no estado americano de Nebraska, no Condado de Butler.

## Demografia
Segundo o censo americano de 2000, a sua população era de 351 habitantes. 
Em 2006, foi estimada uma população de 350, um decréscimo de 1 (-0.3%).

## Geografia
De acordo com o United States Census Bureau, a localidade tem uma área de 0,7 km², sem área coberta por água. Brainard localiza-se a aproximadamente 510 m acima do nível do mar.

## Localidades na vizinhança
O diagrama seguinte representa as localidades num raio de 20 km ao redor de Brainard. 